# Wendy Lands
Wendy Lands es una cantante y escritora de canciones canadiense, su álbum de debut fue el siguiente: Angels & Ordinary Men (1996)

## Discografía
- Angels & Ordinary Men (1996) EMI Music Canada

- What It Is (2000) Boomchick Production (Lanzamiento independiente)

All songs written by Wendy Lands & Jim Gillard
- Wendy Lands Sings The Music of The Pianist Władysław Szpilman (2002) Hip-O Records, Universal Music

All music composed by Władysław Szpilman

## Singles
- Little Sins
- Like Oxygen
- Angels & Ordinary Men